# Zdeněk Řehoř
Zdeněk Řehoř (* 30. August 1920 in Jičín; † 8. November 1994 in Prag) war ein tschechoslowakischer Schauspieler.

## Leben
Řehoř, der ursprünglich als Lehrer arbeitete, war Mitglied des Schauspielensembles des tschechoslowakischen Fernsehens. Seit seiner ersten Filmrolle im Jahr 1941 spielte er in mehr als 150 Kino- und Fernsehproduktionen mit. Über Jahre hinweg stand Řehoř auch auf der Theaterbühne, darunter in bekannten Werken wie Richard III. und Hamlet. Außerdem war er in Radioproduktionen zu hören.

## Filmografie (Auswahl)
- 1964: Sprung ins Dunkel (Skok do tmy)
- 1974: Wie soll man Dr. Mráček ertränken? oder Das Ende der Wassermänner in Böhmen (Jak utopit doktora Mráčka aneb Konec vodníků v Čechách) (Rolle: Alois Wässerlein)
- 1974–1979: Die Kriminalfälle des Majors Zeman (30 případů majora Zemana), Fernsehserie
- 1977–1978: Die Frau hinter dem Ladentisch (Žena za pultem), Fernsehserie
- 1978: Hejkal (Fernsehfilm)
- 1986: Das Märchen vom Däumling (Sprīdītis)
- 1987: Die Pfauenfeder (Pávie pierko) (Märchenfilm)